# Caliban (lune)
Pour les articles homonymes, voir Caliban.
Caliban (U XVI Caliban) est un satellite naturel d'Uranus.
Il fut découvert le 6 septembre 1997 par Brett J. Gladman, Philip D. Nicholson, Joseph A. Burns et John J. Kavelaars à l'aide du télescope Hale de 5 m du Mont Palomar en Californie.
Le nom « Caliban » vient du monstre éponyme dans la pièce La Tempête de William Shakespeare. En effet, par convention, on donne aux lunes d'Uranus les noms de personnages d'œuvres de William Shakespeare et d'Alexander Pope.